# فلم موسيقي

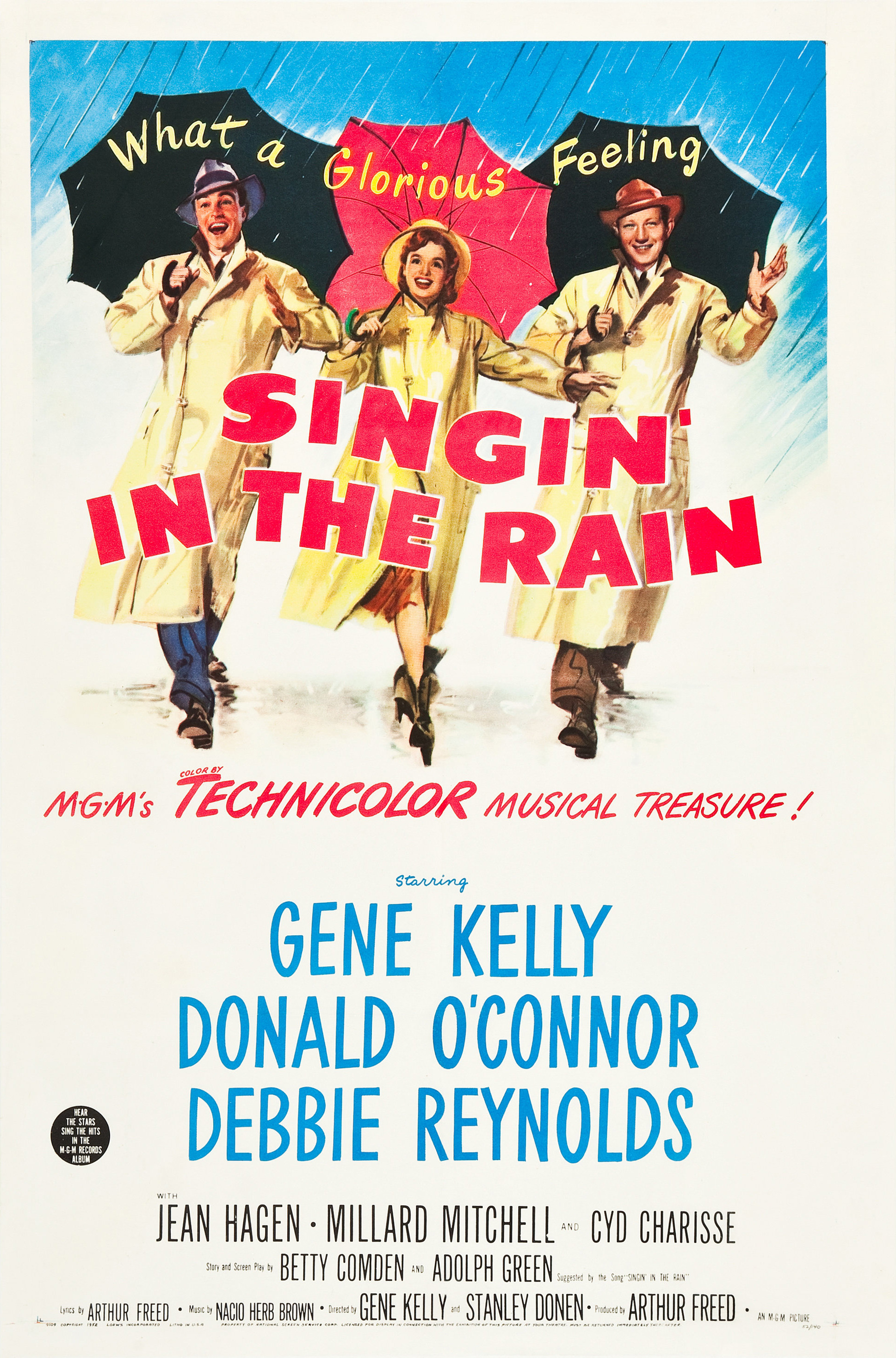
Singin 'in the Rain (1952) ملصق فيلم

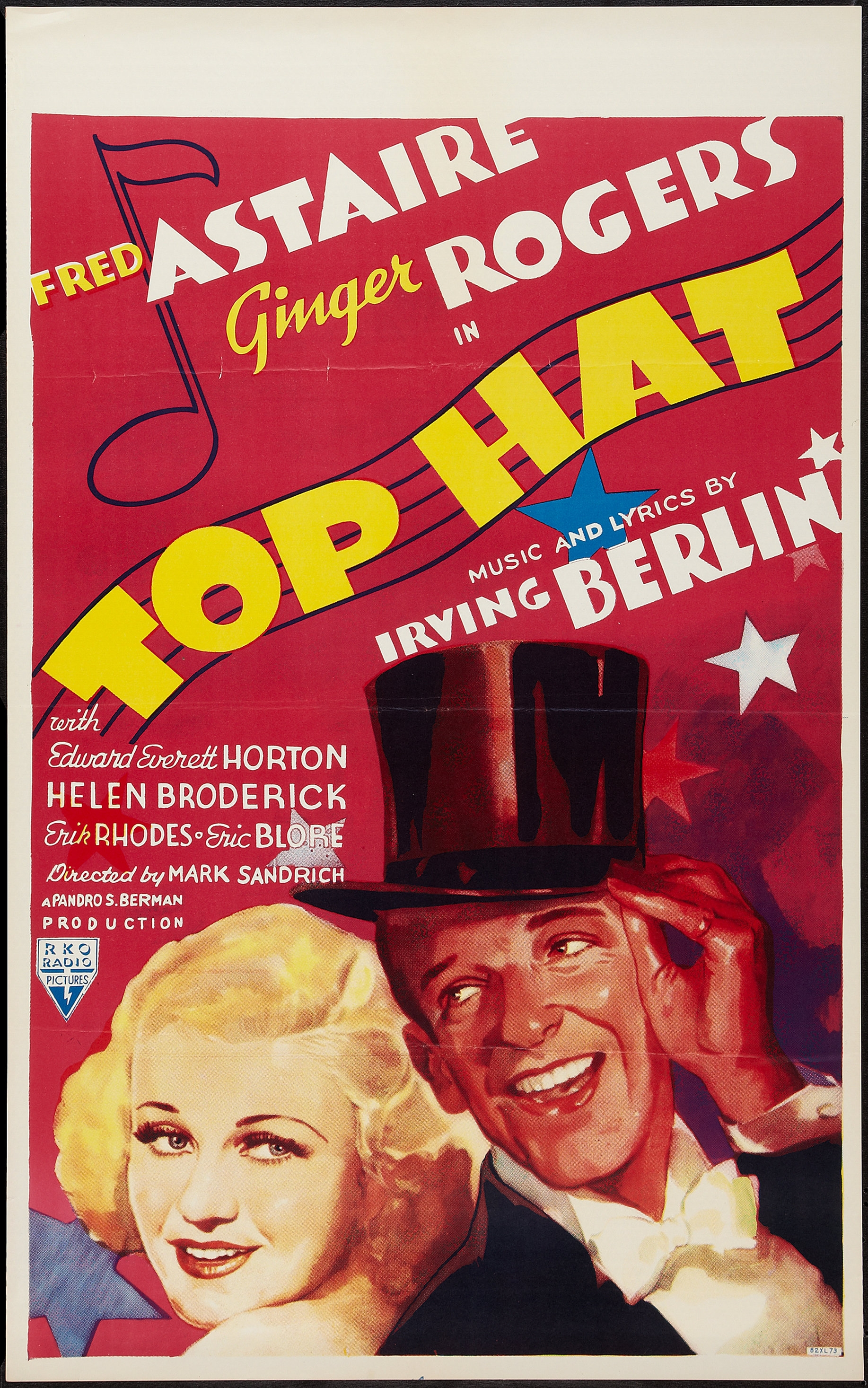
ملصق فيلم توب هات سنة (1935)

الفيلم الموسيقي هو نوع من أنواع الأفلام الذي تتشابك فيه الأغاني التي يغنوها شخصيات الفيلم مع قصة الفيلم، وتكون مصحوبة أحيانا بالرقصات.
الأغاني عادة تعرض قبل بدأ المغامرة أو تطور شخصيات الفيلم، وتكون في بعض الحالات مجرد فواصل في قصة الفيلم.
وكان التطور الرئيسي في مراحل الفيلم الموسيقي قد ظهر بعد ظهور التكنولوجيا الصحيحة في صناعة الافلام. عادة يكون الفرق الأكبر بين السينما والمسرح والمسرحيات الموسيقية هو استخدام مشاهد الخلفية الفخمة والمواقع التي تكون غير عملية في المسرح.
يعد الفيلم الموسيقي تطوراً طبيعياً للمسرح الموسيقي بعد ظهور تقنية الأفلام الصوتية، وعادةً ما يكون الفرق الجوهري بين الأفلام الموسيقية والمسرح لموسيقي هو استخدام المشاهد ذات الخلفية الفخمة والمواقع غير العملية على المسرح.وتحتوي الأفلام الموسيقية بشكل خاص على عناصر تشبه المسرح؛ غالبًا ما يتعامل الفنانين مع أرقام الأغاني والرقصات كما لو كان الجمهور يشاهدهم مباشرةً، أي أنّ المشاهد يمثل جمهور خشبة المسرح الذي ينظر إلى المؤدي ويراقب حركاته.

## أفلام هوليوود الموسيقية

### 1930 - 1950 عصر الموسيقى التقليدية الأول أو العصر الموسيقي الأول
أنتج لي دي فورست العديد من الأفلام الموسيقية القصيرة بين عامي 1923-1924. ابتداءً من العام 1926، صُنعت العديد من الأفلام القصيرة عبر اللمحات الصوتية التي ضمت فرقًا ومغنيين وراقصين. لم تكن الأفلام الطويلة ذات الصوت المتزامن تحوي سوى مقطع موسيقي أو موسيقى عرضية (خلفية موسيقية) تعمل أثناء أداء الممثلين لأدوارهم مثل الأفلام الصامتة تماماً أي بدون حوار مسموع. كان مغني الجاز، الذي أصدرته شركة وارنر برذرز عام 1927، أأول فيلمٍ طويلٍ مع حوارٍ متسلسلٍ متزامن، وتضمن مساراً صوتيَّاً بموسيقى غير مدمجة وموسيقى مدمجة، لكنه احتوى فقط على مقاطع قصيرة من الحوارات، ويعدُّ أيضاً فيلماً موسيقياً طويلاً، حيث غنى آل جولسون أغنية "Dirty Hands"و"Dirty Face"و"Toot, Toot, Tootsie"و"Blue Skies"و"My Mammy".كتب المؤرخ سكوت إيمان:«مع انتهاء الفيلم وتزايد التصفيق مع الأضواء، نظرت فرنسيس زوجة سام غولدوين حولها على المشاهير بين الحشود، وقالت أنها رأت» مظاهر الهلع على وجوههم«، كأنهم يعرفون أنّ اللعبة التي كانوا يلعبونها لسنين قد انتهت أخيراً.» ، بالرغم من ذلك فقد ظهرت أعمال فردية لأصوات حية ضمن الأفلام، فيما اعتمدت أغلبها في تلك الفترة على المقاطع الموسيقية المتزامنة.في عام 1928، اتبع وارنر برذرز ذلك الخط مع ادخال مقاطع صوتية جزئية ثانوية في فيلم الأحمق المغني وقد حقق نجاحاً باهراً. فيما تدافع مدراء المسارح لتركيب معدات الصوت الجديدة وتوظيف مؤلفي مسرح برودواي لكتابة المسرحيات الموسيقية على الشاشة. أول عمل بحديث كامل كان أضواء نيويورك والذي تضمن تسلسلاً موسيقياً في نادٍ ليلي، وقد كان الحماس الجماهيري مشتعلاً خاصةً بأنه في أقل من عام أصبحت الاستوديوهات الرئيسية تنتج حصرياً الصور الصوتية، فيلم موسيقى برودواي عام 1929 يتحدث عن خطة عرضية حول شقيقتين تتنافسان على رجل راقص ومغني جذاب، وقد تمَّ الإعلان عنه من قبل شركة إم جي إم الرئيسية كأول فيلم يتميز بالكلام الغناء والرقص كاملاً. لذلك فقد حقق نجاحاً وفاز بجائزة أوسكار في حفل توزيع جوائز الأوسكار الثاني عن فئة أفضل صورة عام 1929. لذلك أصبح هناك اندفاع من الاستديوهات لتوظيف المواهب من المسرح لتتألق على الشاشة في إصدارات صُورّت ببذخ عن عمل برودواي وظهر فيلم موكب الحب من إنتاج بارامونت 1929 بطولة موريس شوفالييه والوجه الجديد (الوافدة الجديدة) جانيت ماكدونالد وقد كتبها المخضرم من برودواي غي بولتون.
تعد الفترة بين ق. 1930-1950 العصر الذهبي للأفلام الموسيقية، حيث كانت شعبية هذا النوع في أعلى مستوياتها في العالم الغربي ويعد فيلم ديزني بياض الثلج والأقزام السبعة، أقدم فيلم روائي متحرك، الذي فاز عبره والت ديزني بجائزة أوسكار الفخرية في حفل توزيع جوائز الأوسكار الحادي عشر.
فيما أنتج وارنر برذرز أيضاً أول أوبريت غنائي باسم أغنية الصحراءعام 1929، حيث أهدروا في تفقات الفيلم وقاموا بتصوير أغلبه بتقنية التصوير بالألوان، وقد نتج عن تبعات ذلك إنتاج أول فيلم بالألوان وبحديث كامل بعنوان {وإو|مع العرض (1929)|On with the Show! (1929 film)}}، بينماالفيلم الذي نال شعبية كبيرة ذلك العام وأصبح أكثر شهرة هو (Gold Diggers of Broadway (1929 والذي حطم آنذاك جميع أرقام شبابيك التذاكر وظل الفيلم الأكثر ربحاً حتى عام 1939. عندها أصبح السوق مغموراً بالموسيقى والمسرحيات والأوبريت، على سبيل الذكر أنتجت جميع هذه الأفلام الموسيقية الملونة بين عامي 1929 و 1930 فقط: عرض العروض (1929)و سالي (1929)و The Vagabond King (1930)و Follow Thru (1930)و Bright Lights (1930)و الغروب الذهبي (1930)و أمسك كل شيء و (1930), 'ة'The Rogue Song (1930), أغنية الشعلة (1930), أغنية الغرب (1930), Sweet Kitty Bellairs (1930), Under a Texas Moon (1930), Bride of the Regiment (1930), Whoopee! (1930), ملك الجاز (فيلم) (1930), Viennese Nights (1930)و قبلني ثانيةً (1930). بالإضافة لغيرهم من الأفلام الموسيقية ذات الموسيقى المتتابعة.
أنتجت هوليوود أكثر من 100 فيلم خلال 1929و1930، لكنها أنتجت فقط 14 فيلماً عام 1931.، وقد أصبح الجمهور مشبعاً من هذا النوع من الفن السينمائي عام 1930. لذلك اقتطعت الأفلام والاصدارات من الاستديوهات آنذاك مثل الفيلم الكوميدي الملون Life of the Party (1930) وكذلك فيلم Fifty Million Frenchmen (1931) و Manhattan Parade (1932).

### 2014 - الآن: عصر الموسيقى التقليدية الثاني أو العصر الموسيقي الثاني
في القرن الحادي والعشرين، ولدت من جديد الموسيقي السينمائية بموسيقى مظلمة، وبيوبيك موسيقي، ومسرحيات درامية ملحمية ومسرحيات كوميديا درامية مثل مولان روج! ، شيكاغو،لا لا لاند والبؤساء وامشي الخط وكلها فازت بجائزة غولدن غلوب لأفضل فيلم موسيقي، كوميدي أو موسيقي في أعوامهم، فيما حظيت أفلام مثل شبح دار الأوبر وماما ميا وHairsparay وتسعة وغيرهم من الأفلام التي رشحت لجوائز عالمية، وفيلم شيكاغو فقط هو الفيلم الموسيقي الأول الذي حقق جائزة الأوسكار لأفضل صورة بعد فيلم أوليفر.
رشح جوشوا أوبنهايمر لجائزة الأوسكار عن فيلم فعل القتل والذي يمكن اعتباره فيلم قصصي موسيقي.

## الأفلام الموسيقية الهندية

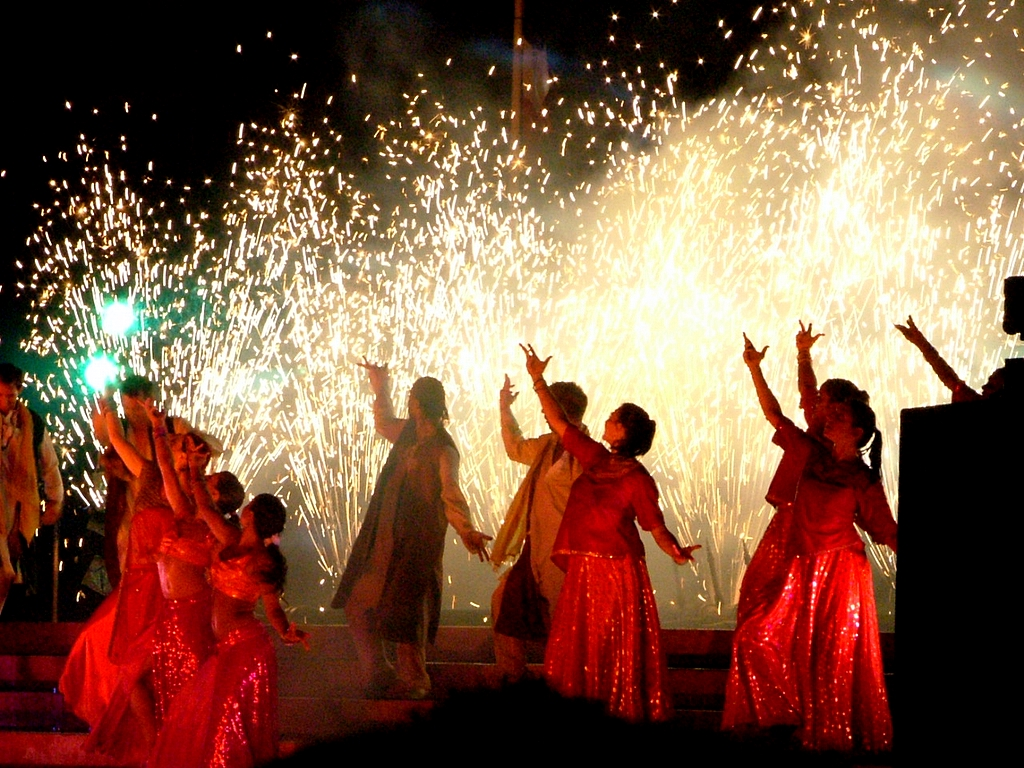
رقصات بوليوود عادة ما تتبع أو يتم تصميمها لأغاني بوليوود السينمائية.

لابدَّ من استثناء السينما الهندية عند الحديث عن تراجع الأفلام الموسيقية، وخاصّةً صناعة الأفلام في بوليوود الموجودة في مومباي، والتي كانت ولاتزال مصدراً للأفلام الموسيقية، حيث أغلب الأفلام تصدرها السينما التاميلية ومقرها في تشيناي (مدراس سابقًا)، وسينما الكانادا في بنغالور، وسينما تيلوجو في حيدر أباد، وسينما المالايالامية هي أيضًا موسيقية.
على الرغم من هذا الاستثناء، حيث أن كل فيلم هندي تقريبًا هو فيلم موسيقي، وتنتج الهند أكبر عدد من الأفلام في العالم (تم تشكيله في عام 1913)، فقد جاء أول فيلم بوليوود ليكون فيلمًا موسيقيًا كاملًا (DEV D) (إخراج أنوراج كاشياب) في عام 2009 . الفيلم الثاني الذي اتبع مساره كان جاغا جاسوس (إخراج أنوراج باسو) في عام 2017.

### الأفلام الصوتية المبكرة (1930 - 1940)

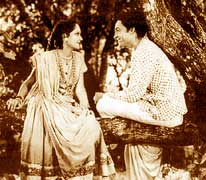
الميلودراما والرومانسية هي مكونات مشتركة لأفلام بوليوود. في الصورة Achhut Kanya (1936)

تعود جذور بوليوود الموسيقية إلى المسرح الموسيقي التقليدي في الهند، مثل المسرح الموسيقي الهندي الكلاسيكي والدراما السنسكريتية ومسرح بارسي. قام صانعو أفلام بومباي الأوائل بدمج هذه التقاليد المسرحية الموسيقية الهندية مع شكل الفيلم الموسيقي الذي ظهر من أفلام هوليوود المبكرة. التأثيرات المبكرة الأخرى على صانعي أفلام بومباي تضمنت الأدب الأردني و الليالي العربية.
أول فيلم هندي الصوت، اردشير ايراني الصورة علم آرا (1931)، وكان نجاحا تجاريا كبيرا. من الواضح أنه كان هناك سوق ضخم للراديو والموسيقى. تحولت بوليوود وجميع الصناعات السينمائية الإقليمية بسرعة إلى التصوير الصوتي.

## قوائم الأفلام الموسيقية
- انظر قائمة الأفلام الموسيقية حسب السنة للحصول على قائمة بالأفلام الموسيقية بترتيب زمني.
- انظر قائمة أفلام بوليوود للحصول على قائمة بأفلام بوليوود الموسيقية.
- انظر قائمة الأفلام القائمة على المسرحيات أو المسرحيات الموسيقية للحصول على قائمة بالأفلام الموسيقية القائمة على الإنتاج المسرحي.
- انظر قائمة المسرحيات الموسيقية الأعلى ربحًا للأفلام الموسيقية الأعلى ربحًا.